# Декларация о принципах международного права
Декларация о принципах международного права от 24 октября 1970 года № 2625 (XXV) — документ, принятый по докладу шестого комитета в ходе XXV сессии Генеральной Ассамблеи Организации Объединённых Наций в ходе 1883-го пленарного заседания Ассамблеи, в котором был закреплён ряд основных принципов международного права. Полное название документа — Декларация о принципах международного права, касающихся дружественных отношений и сотрудничества между государствами в соответствии с Уставом Организации Объединённых наций.
Декларация была принята в 25-ю годовщину ООН, причиной её принятия, как декларируется в самом документе, стала необходимость кодификации принципов международного права, закреплённых иными предшествующими документами, с целью дальнейшего укрепления сотрудничества между государствами. Документ принят на основе доклада Специального комитета по международному праву, заседавшего в Женеве с 31 марта по 1 мая 1970 года.

## Общая характеристика
В самой Декларации указано, что её содержание носит обобщающий характер относительно принципов международных отношений, изложенных в Уставе Организации Объединённых Наций. Она заключает в себе общепризнанные принципы международного права. При этом, закреплено, что ни одно из положений не должно быть истолковано сторонами таким образом, чтобы согласно ему нарушались интересы другой стороны, или извращалось содержание Устава ООН. Кроме того, задекларировано, что все изложенные положения взаимосвязаны и в идеале должны использоваться в своей совокупности для того, чтобы руководствоваться ими в процессе международных отношений.

## Провозглашённые принципы
В Декларации был провозглашён ряд принципов, которым должны следовать сотрудничающие государства с целью обеспечения мирных и прогрессивных международных отношений.
— Самым первым принципом в настоящем документе стал принцип неприменения силы и её угрозы в отношении других государств, с целью нарушения их территориальной целостности, суверенитета и иными целями, противоречащими целям и Уставу ООН, а также нормам международного права.
В этом пункте запрещено не только ведение открытой (в тексте - «агрессивной») войны при решении международных вопросов, и её пропаганда. Запрещается нарушать границы государств, установленные международными соглашениями линии перемирия с помощью военной силы или под угрозой её применения. Недопустимо разжигание гражданской войны на территории других стран, а также пособничество в развитии негосударственных военных группировок (например, банд наёмников).
В этом же пункте провозглашены принципы охраны территориальной целостности государств. Так, не только признаётся недопустимой попытка оккупации или завоевания земель с помощью военной агрессии в нарушение Устава ООН, но и земли, полученные таким образом, не будут признаны вошедшими в состав государства-агрессора, так как такое присоединение является незаконным.
— Вторая группа норм вытекает из принципа мирного разрешения межгосударственных споров с целью сохранения мира во всём мире.
В ходе разрешения международных споров государства должны стремиться к скорейшему и справедливому решению, соблюдая Устав ООН и нормы международного права. Необходимо избегать ситуаций, которые бы обостряли отношения между странами, что ставило бы под угрозу мирное положение.
— Третья группа норм вытекает из принципа невмешательства во внутренние дела государства.
Этим пунктом запрещается не только военное вмешательство в дела другого государства и пособничество этим действиям, но и иные формы воздействия на страну с целью её подчинения и иными целями, нарушающими Устав ООН. Так, под запретом экономическое воздействие на страну в ходе выяснения международных споров, политическое вмешательство в её внутренние политические процессы, деятельность, направленная на утрату народами своей культурной самобытности и права на самоопределение.
— Декларация также провозгласила необходимость сотрудничества между государствами с целью достижения и поддержания международного мира.
Из данного принципа вытекает целый ряд обязанностей государств, выполнение которых направлено на его реализацию. Прежде всего, они должны соблюдать принципы данной Декларации и Устав ООН в международных отношениях и в процессе разрешения международных споров. Кроме того, страны должны совместными усилиями способствовать мирному протеканию международных взаимодействий, научно-техническому прогрессу, культурному и иным мирным формам контакта.
— Следующим принципом выступает признанное равноправие народов и их право на самоопределение.
Этот принцип направлен на борьбу с колониализмом, с эксплуатацией одними государствами других народов, с их экономическим, политическим и иными формами принуждения. Государства обязаны воздерживаться от любых насильственных действий, лишающих народы их права на самоопределение, свободу и независимость. Суверенитет и равноправие народов понимаются как их равное и свободное право вступать в те или иные государства, объединяться с ними, а также создавать собственные суверенные государства и самостоятельно определять их форму. Колонии не запрещены Декларацией полностью, однако в документе сказано, что колониальные территории должны иметь статус, отличный от статуса обычной государственной территории, а кроме того, прекращать своё существование в случае осуществления народом своего права на самоопределение.
— Как важнейшая основа международных отношений провозглашён принцип равенства всех государств.
Этот важнейший принцип предполагает ряд положений, которые обеспечивают равенство субъектов международных контактов. Так, признано юридическое равенство всех государств, равенство их в правах. Кроме того, каждое государство наделяется правом осуществлять свои внутренние права на основе принципа суверенности каждого государства. Субъекты наделяются и зеркальной обязанностью – уважать и признавать права и суверенитет других государств.
— Завершающим принципом Декларации стал принцип добросовестного исполнения провозглашённых в документе прав и обязанностей.
Провозглашено, что каждое государство, принявшее Устав ООН, обязано его исполнять. Кроме того, государства в ходе международного сотрудничества должны следовать принципам, закреплённым в Уставе и изложенным в данной Декларации, соблюдать нормы международного права. Для обеспечения прогрессивных и эффективных международных взаимодействий настоящей Декларацией провозглашена ещё раз обязанность государств соблюдать международные договоры, если последние не противоречат Уставу ООН.